# Mount McGee
Mount McGee ist ein 1410 m hoher Berg an der Borchgrevink-Küste des ostantarktischen Viktorialands. In den Random Hills ragt er aus dem Gebirgskamm an der Nordseite des Clausnitzer-Gletschers auf. 
Der United States Geological Survey kartierte ihn anhand eigener Vermessungen und Luftaufnahmen der United States Navy aus den Jahren von 1955 bis 1963. Das Advisory Committee on Antarctic Names benannte ihn 1968 nach dem Geologen Lawrence E. McGee, der von 1965 bis 1966 auf der McMurdo-Station tätig war.